# Katedra w Lund
Katedra w Lund (szw. Lunds domkyrka) – kościół położony w Lund. Kościół diecezjalny diecezji Lund i parafialny w parafii katedralnej Lund szwedzkiego kościoła ewangelicko-luterańskiego.
Katedra w Lund jest obecnie jedyną budowlą sakralną reprezentującą styl romański na terenie Szwecji, chociaż jej wygląd jest po części XIX-wieczną romańską stylizacją.
Katedra ma status zabytku sakralnego według rozdz. 4 Kulturminneslagen (pol. Prawo o pamiątkach kultury) ponieważ została wzniesiona do końca 1939 (3 §).

## Historia

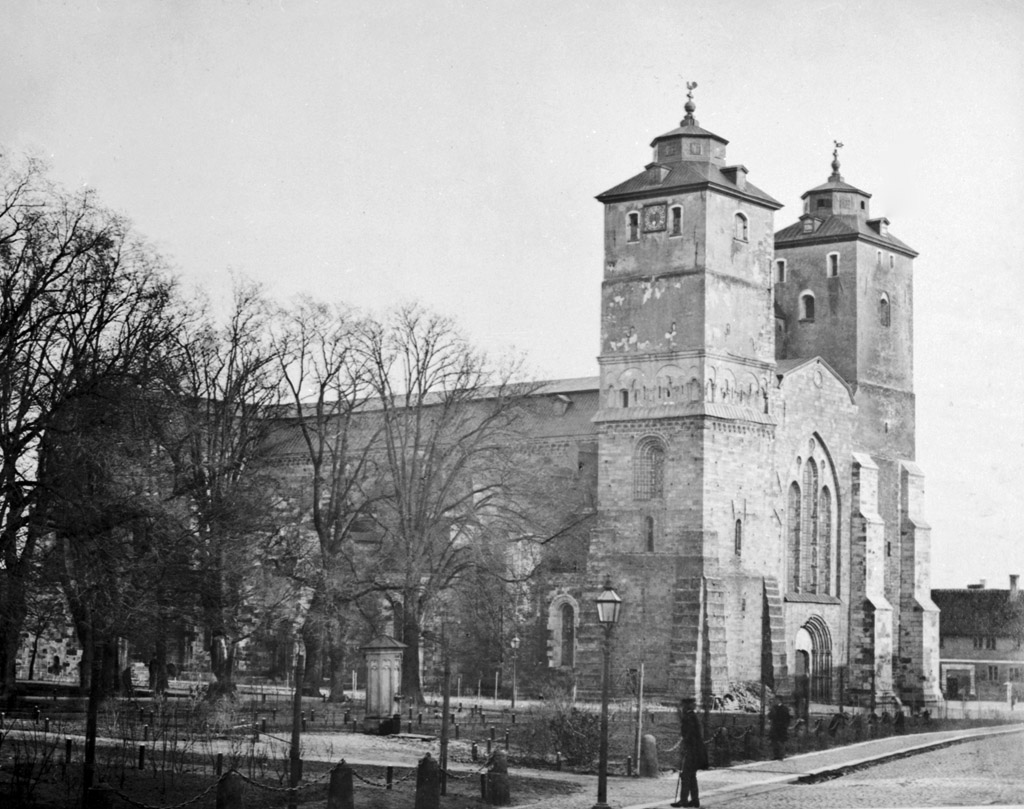
Katedra w Lund ok. 1860, przed wyburzeniem wież

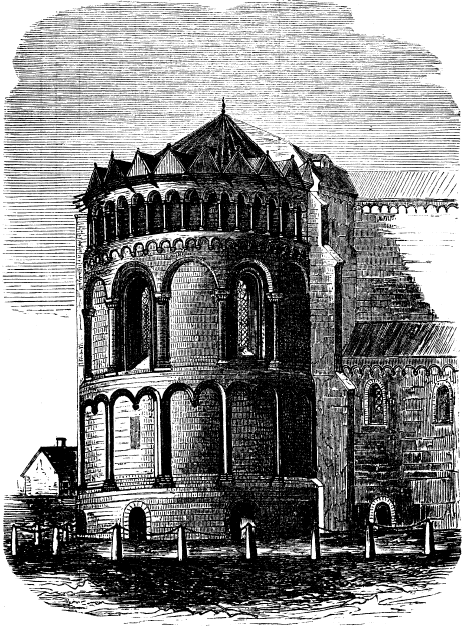
Prezbiterium na grawiurze z 1866

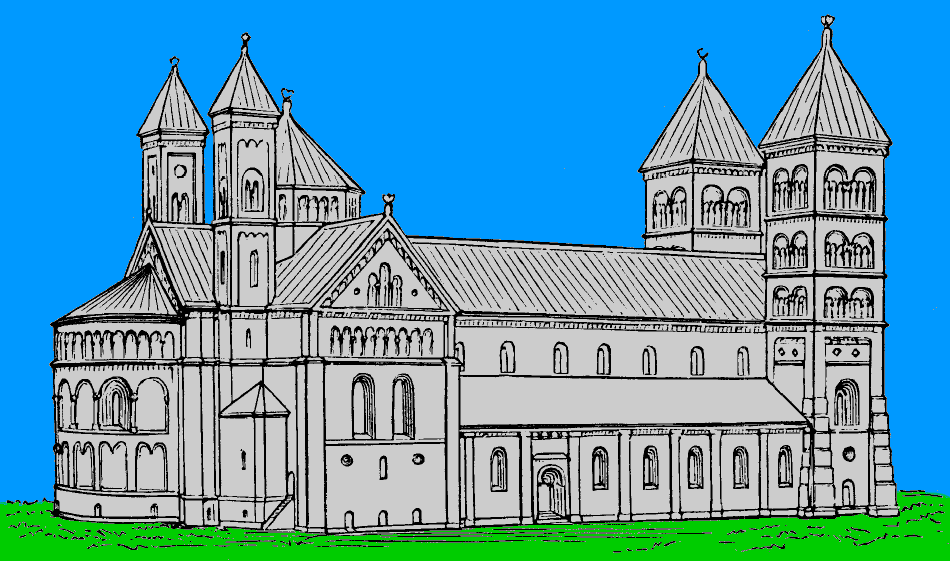
Propozycja przebudowy katedry z 1863 (H. Zettervall). Przy realizacji projektu zrezygnowano jednak z małych wieżyczek między ramionami transeptu a prezbiterium, jak również z wieży na przecięciu naw i prezbiterium

Region Skanii, na terenie którego leży Lund należał przed 1658 do Danii.
W 1060 utworzono poprzez podział dotychczasowej diecezji w Roskilde nową diecezję w Lund. Budowa katedry w nowo utworzonej diecezji rozpoczęła się w latach 80. XI w. Finansował ją król duński Kanut IV. W 1103 biskupstwo w Lund podniesione zostało do rangi arcybiskupstwa obejmującego władzą kościelną całą Skandynawię. W 1145 biskup Eskil konsekrował katedrę pod wezwaniem Najświętszej Maryi Panny i św. Wawrzyńca. W całym mieście znajdowało się w tym czasie 27 kościołów i klasztorów. Od XIII do XV w. w katedrze w Lund odbywały się koronacje królów Danii.
W 1234 pożar spustoszył katedrę. W trakcie gruntownej odbudowy otrzymała ona nowe, szerokie sklepienia i nową fasadę zachodnią z dwiema wieżami.
W 1398 katedra otrzymała ołtarz szafkowy a ok. 1424 zegar astronomiczny.
W latach 1510–1527 katedra była restaurowana pod nadzorem Adama van Dürena. Efektem restauracji był nowy system przyporowy oraz zbudowana krypta.
Po nastaniu reformacji w 1536 kościół rzymskokatolicki przestał był kościołem dominującym. Król Chrystian III zerwał ze zwierzchnictwem papieża w Rzymie i powołał do życia narodowy kościół luterański. Arcybiskupstwo zostało zniesione a ziemie należące dotąd do Kościoła przeszły na własność króla. Większość kościołów i klasztorów w mieście została zburzona. Ocalała tylko katedra i kościół klasztorny św. Piotra.
W 1592 w katedrze zbudowano ambonę.
Po kolejnych wojnach między Szwecją i Danią, w 1658 Skania została ostatecznie przyłączona do Szwecji.
28 stycznia 1668 w katedrze celebrowano założenie uniwersytetu w Lund.
W latach 1759–1778 katedrę poddano restauracji. Wymieniono m.in. okładzinę kamienną fasady. W 1782 absyda była do tego stopnia nadwerężona, iż groziła zawaleniem. Pojawił się plan wyburzenia jej i zastąpienia prostym obejściem. Król Gustaw III zarządził jednak niezwłoczną odbudowę absydy, co nastąpiło w latach następnych. Podczas wizyty w katedrze w 1785 król stwierdził ponadto zły stan krypty i zarządził również jej odbudowę.
W 1812 wyburzono zbudowaną ok. 1330 na zachód od prezbiterium kaplicę św. Dionizego oraz kaplicę Pedera Lykkesa z ok. 1425, znajdującą się na północ od niej.
W 1833 rozpoczęto pod kierownictwem architekta Carla Georga Bruniusa gruntowną przebudowę katedry, zaplanowaną na dziesięciolecia. Do 1836 koncentrowano się głównie na przebudowie wnętrza; usunięto pochodzące z 1626 organy, zdjęto też ołtarz z 1577 i usunięto średniowieczne stalle. Wzniesiono szerokie, kamienne schody między nawą a prezbiterium. Mury wewnętrzne w transepcie otrzymały nową, kamienną okładzinę z piaskowca. Usunięto również stare płyty nagrobne i ułożono nową, płaską posadzkę z wapienia.
W latach 1845–1846 restaurowano kryptę. Przy pomocy specjalnych urządzeń udało się skorygować osiadające ściany i sklepienie. Sukcesywnie usuwano filary, wzmacniano posadzkę i montowano je ponownie.
Prace rozpoczęte przez Bruniusa kontynuował Helgo Zettervall. Jego dziełem było zburzenie dawnych wież i zbudowanie nowych, istniejących do dzisiaj. Celem, jaki mu przyświecał, było zbudowanie wyidealizowanej świątyni w stylu romańskim, bez względu na wcześniejszą jej historię.
Pomimo tej przebudowy katedra w Lund zachowała swój romański charakter i nadal emanuje swym dostojeństwem jako jedna z najstarszych katedr w całej Skandynawii.
W latach 1954–1963 miała miejsce renowacja katedry. Do naprawy nadwątlonych murów zużyto 800 ton piaskowca z Ringsjön.
Katedra oprócz funkcji sakralnych jest również używana w celach świeckich – do uroczystego nadawania tytułów naukowych. Okazjonalnie świętuje się też w katedrze szwedzkie święto państwowe (Sveriges nationaldag), przypadające 6 czerwca.

## Architektura i wyposażenie

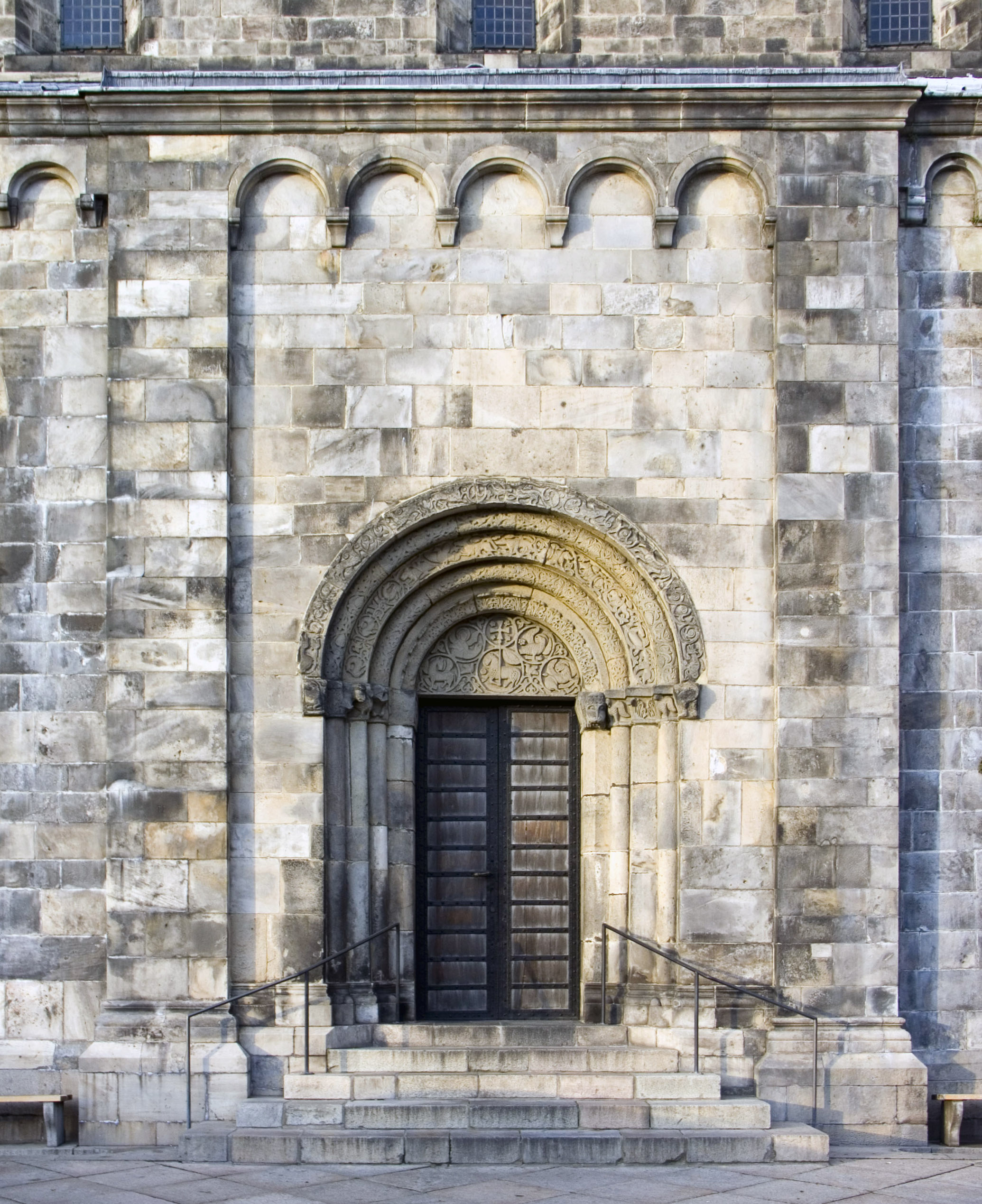
Portal w nawie południowej

### Wieże
Wieże katedry w Lund wznoszą się na wysokość 55 m. Zostały zbudowane podczas gruntownej przebudowy i restauracji prowadzonej przez Helgo Zettervalla, kiedy to wyburzono całkowicie oryginalne, średniowieczne wieże.
Wieże katedralne ze swymi namiotowymi dachami stanowią charakterystyczny element panoramy miasta i są doskonale widoczne z równiny, która je otacza. Najstarszy dzwon kościelny został odlany w 1513.
Wieże nie są dostępne do zwiedzania.

### Portal główny
W portalu wejściowym umieszczonych jest dwoje drzwi z brązu, wykonanych przez Carla Johana Dyfvermana. Pokrywają je 24 reliefy z motywami zaczerpniętymi z Biblii, głównie ze Starego Testamentu. Ponad portalem znajduje się wykonany z betonu tympanon przedstawiający Jezusa Chrystusa, Kanuta IV Świętego oraz św. Wawrzyńca.

### Nawa środkowa

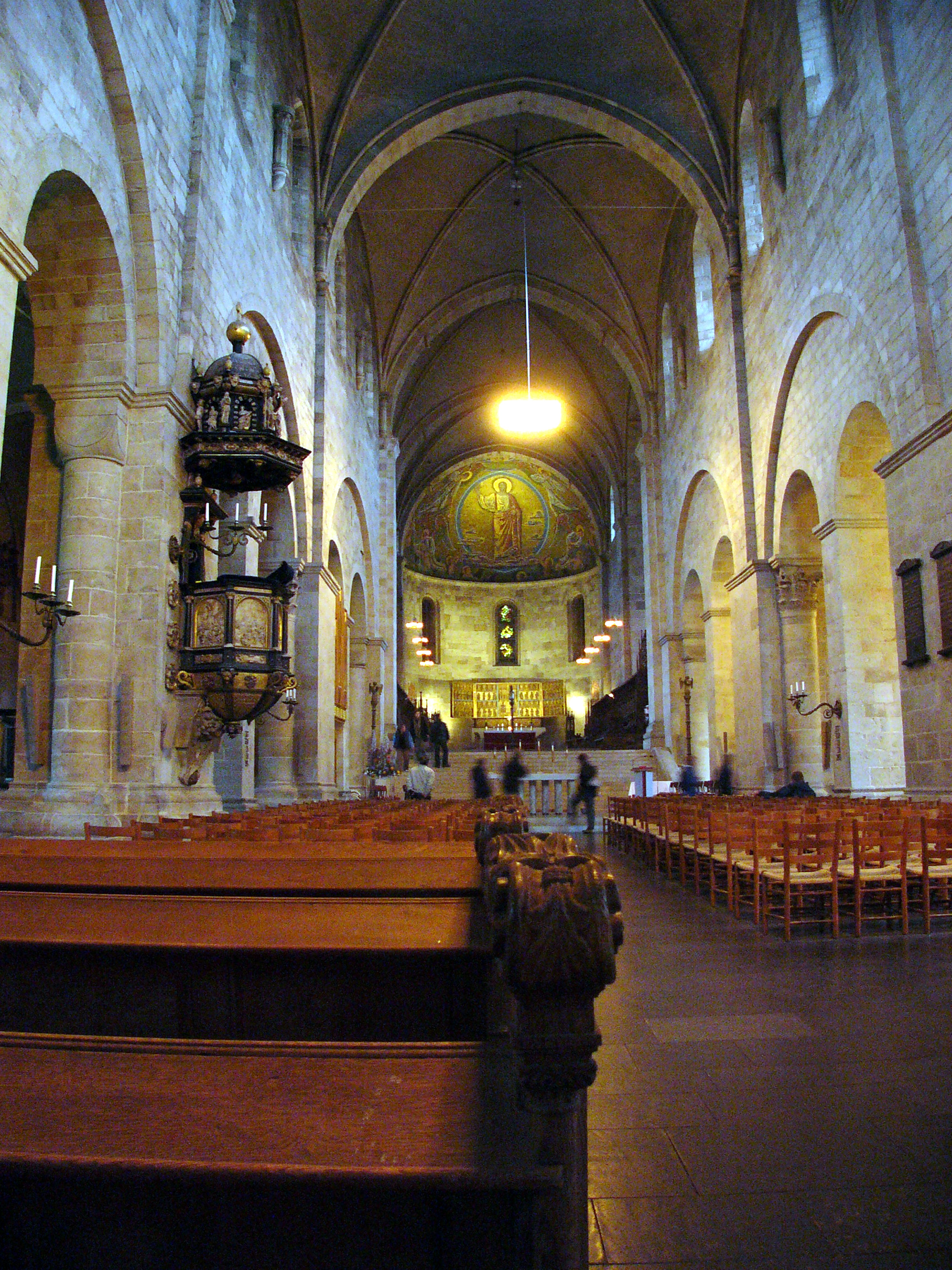
Nawa środkowa

Wnętrze świątyni jest mroczne, ponieważ jej okna są niewielkie i jest ich mało. Do rozjaśnienia wnętrza poza nawą główną przyczynia się nieco bladoszara barwa kamieni i malowideł ściennych.
Nawa środkowa jest oddzielona z każdej strony 8 rzędami filarów od naw bocznych i służy do sprawowania niedzielnych nabożeństw.
Sklepienie nad nawą środkową było pierwotnie drewniane. W XIII w. przekryto nawę sklepieniami opartymi na planie sześciokąta, a w XIX w. wymieniono je na sklepienia oparte na planie kwadratu.
Dawniej katedra była podzielona na dwie części wysokim na 5 m murem, zwanym lektorium. Mur ten oddzielał część kapłańską (prezbiterium) od świeckiej (nawa główna). W XIX w. mur został wyburzony i zastąpiony schodami. Stoją przy nich 2 figury aniołów wykonane w XIII w. z brązu w Niemczech. Są to najstarsze elementy wyposażenia świątyni. Przedstawiają one archaniołów: Michała i Rafała siedzących na dwóch wysokich kolumnach i opierających swe stopy na lwach.

#### Nowy ołtarz

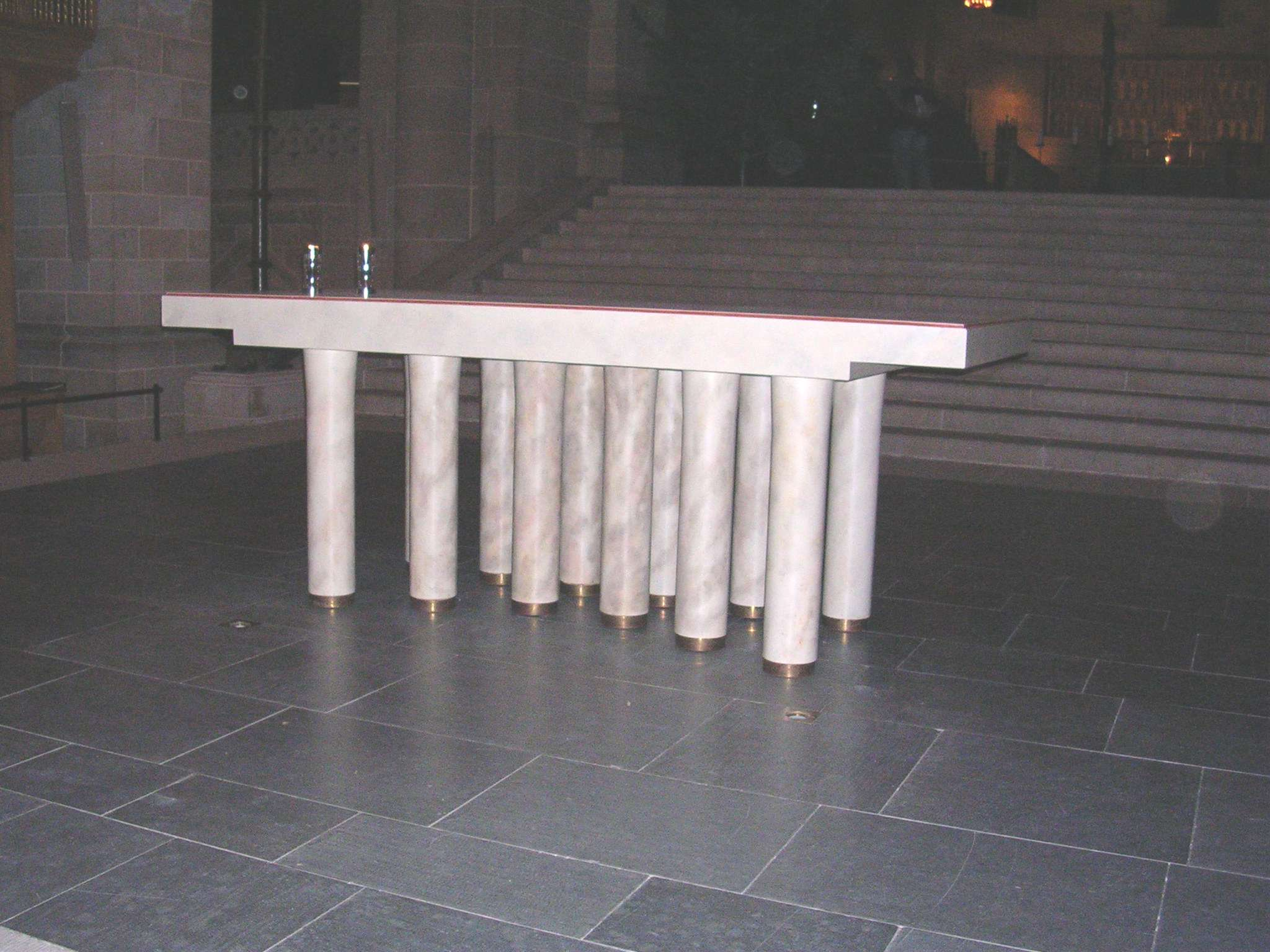
Nowy ołtarz

W dawnych czasach ołtarz do sprawowania mszy św. dla ogółu znajdował się przed murem lektorium. Po wyburzeniu muru katedra nie miała w tym miejscu ołtarza aż do 1990, kiedy to wstawiono i poświęcono nowy ołtarz, wykonany przez Janne Ahlina.

#### Ambona
Ambona znajduje się w nawie środkowej. Została wykonana w 1592 przez niemieckiego kamieniarza Johannesa Ganssoga, który jako materiału użył piaskowca, wapnia, marmuru i alabastru.
Powierzchnie ambony wypełniają reliefy przedstawiające różne sceny biblijne. Na jej dolnej części widnieje charakterystyczna, pozłacana głowa lwa z łapami.
W nawie środkowej ustawione są ławki wykonane z drewna jako element stały, zaś bliżej ołtarza, krzesła jako ruchomy element wyposażenia.

### Prezbiterium

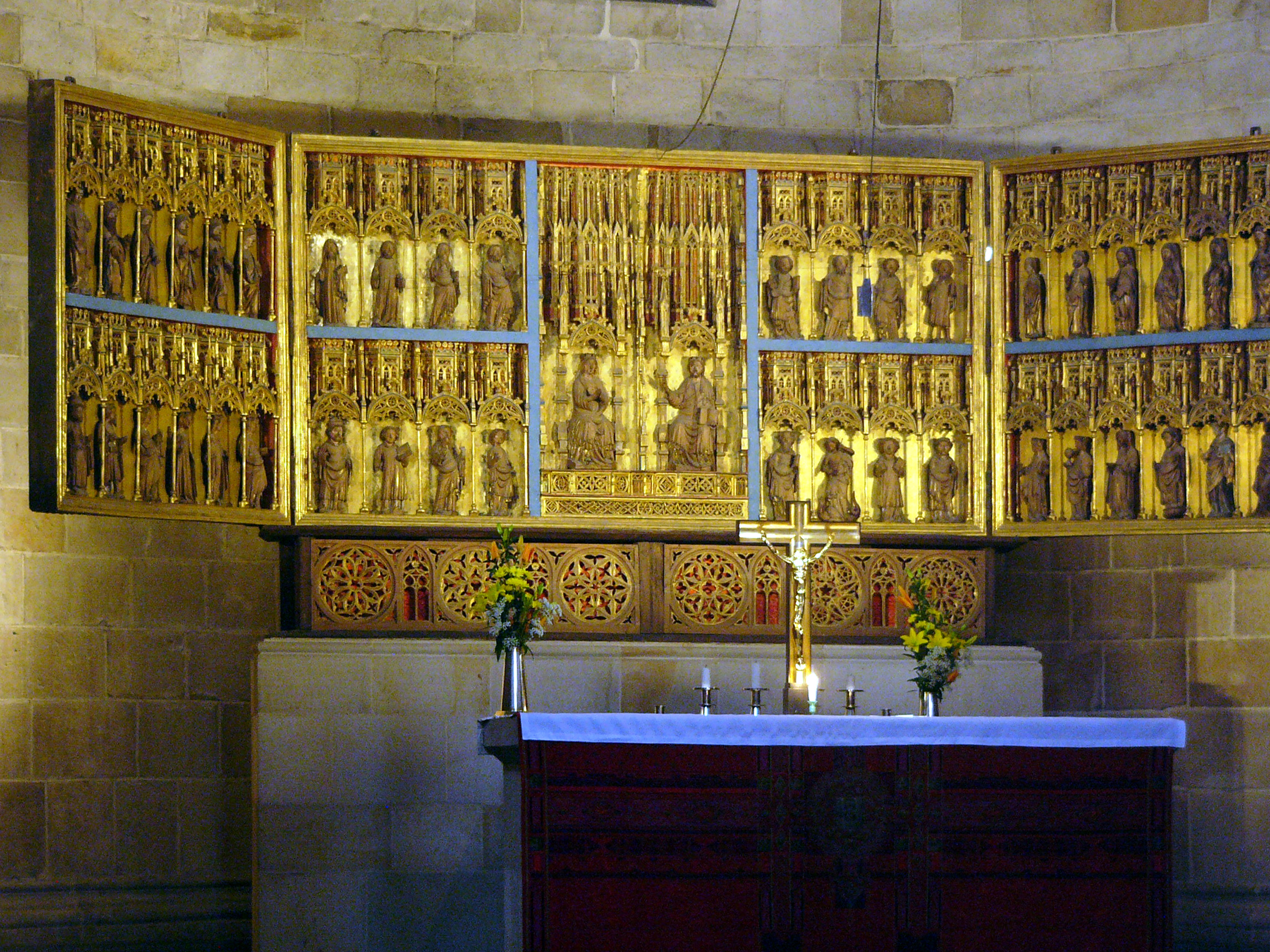
Poliptyk w ołtarzu głównym

Ołtarz główny został konsekrowany w 1145. Znajdujący się w nim poliptyk został podarowany kościołowi w 1398. Przedstawia on umieszczonych w części centralnej Jezusa i Maryję w otoczeniu 40 pozłacanych figur, wyobrażających świętych.
Na sklepieniu absydy dominuje wysoka na 6 m mozaika przedstawiająca Jezusa. Wykonał ją Joakim Skovgaard w latach 1925-1927. Jako materiału użył szkła z Wenecji oraz kamienia.
Pod mozaiką są trzy okna z witrażami z motywem stworzenia świata, wykonane w 1930 przez norweskiego witrażystę Emanuela Vigelanda.
Po obu stronach prezbiterium umieszczono 78 stalli, które pochodzą z lat 70. XIV w. i są używane jeszcze dzisiaj z okazji mniejszych nabożeństw. Pierwotnie przeznaczone były wyłącznie dla duchowieństwa i były inaczej usytuowane. Stalle są bogato dekorowane płaskorzeźbami przedstawiającymi sceny biblijne, zaczerpnięte m.in. ze Starego Testamentu.

### Baptysterium
Baptysterium znajduje się w północnym ramieniu transeptu. Jest ono używane głównie do indywidualnych, prywatnych modlitw i wyłączone ze zwiedzania. Pierwotnie była to kaplica arcybiskupia.
Ołtarz w baptysterium został konsekrowany 1 września 1146. Wisi nad nim baldachim pochodzący 1596. Na wschodniej ścianie kaplicy umieszczona jest rzeźba Maryi z XIV w.
Chrzcielnica pochodzi z XIII w. i została wyrzeźbiona w wapieniu gotlandzkim.
W oknach kaplicy są witraże wykonane w 1930 przez wspomnianego już Emanuela Vigelanda. Motywem witraży w oknach ściany wschodniej są sceny związane z chrzcinami, natomiast w oknach ściany północnej są sceny ze złożenia Jezusa do grobu i jego zmartwychwstania. Przy ścianie północnej znajduje się ponadto sarkofag arcybiskupa Lund Andersa Sunesena.
Naczynia mszalne zostały wykonane w 1995 przez Magnus G:sona Liedholma i przechowywane są w tabernakulum.

### Kaplica siedmioramiennego świecznika

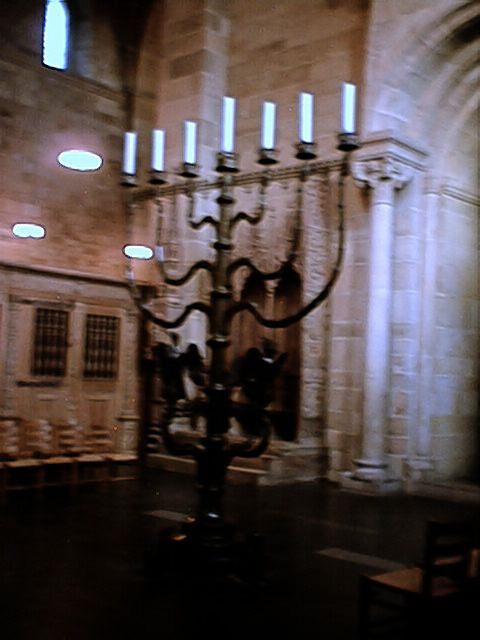
Siedmioramienny świecznik

Południowe ramię transeptu zdominowane jest przez wysoki na 3,5 m siedmioramienny świecznik wykonany z brązu. Nawiązuje on do symboliki siedmioramiennego świecznika ze świątyni jerozolimskiej. Wykonał go pod koniec XV w. Harmen Bonstede z Hamburga. Świecznik do Lund był wysyłany w częściach. Można na nim jeszcze dziś dostrzec wskazówki dotyczące jego montażu. U podstawy świecznika znajdują się 4 lwy a pomiędzy jego ramionami a podstawą umieszczono symbole czterech ewangelistów.
Świecznik był pierwotnie umieszczony w prezbiterium, podobnie jak sakramentarium i pulpit.
Sakramentarium jest wysokie na 5 m i używane do przechowywania eucharystii. Pulpit jest dziełem współczesnym, ale swym wyglądem nawiązuje do stalli w prezbiterium. Służy kapłanom celebrującym nabożeństwa.
Na południowej ścianie kaplicy widnieje kamienny relief przedstawiający trzech patronów katedry. Jest on datowany na ok. 1510 i przypisywany Adamowi van Dürenowi.
Pod reliefem jest gablota ze starymi egzemplarzami Biblii, przeznaczona do oglądania przez zwiedzających katedrę.

### Nawa północna

#### Zegar astronomiczny

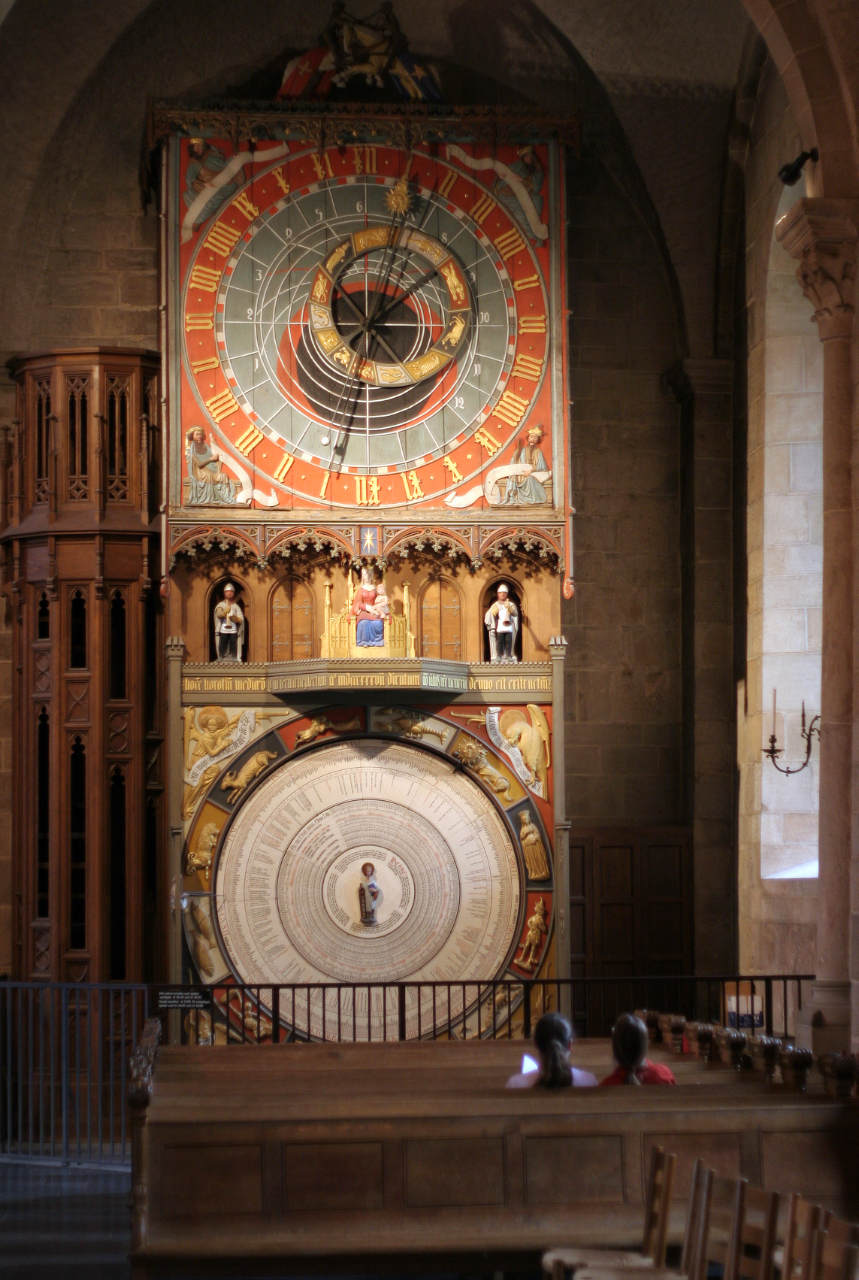
Zegar astronomiczny

W katedrze znajduje się stary zegar astronomiczny –  Horologium Mirabile Lundense, pochodzący z XV w. Uległ on jednak z czasem zniszczeniu i został zdemontowany w 1837. W 1923 poddano go renowacji.
Kiedy zegar wybija kuranty, słychać melodię niemieckiej kolędy In dulci jubilo z najmniejszych katedralnych organ; równocześnie przed Maryją z Dzieciątkiem Jezus przesuwa się 6 ruchomych, drewnianych figurek, przedstawiających astrologów i ich pomocników. Zegar wybija kuranty codziennie 2 razy: o godz. 12.00 i o 15.00, natomiast w niedzielę pierwszy kurant ma miejsce o godz. 13.00, żeby nie zakłócać nabożeństwa.
Ponad zegarem widać 2 rycerzy, którzy krzyżują miecze w takt wybijanych godzin.
Zegar astronomiczny w górnej części pokazuje poza tym różne fazy księżyca i drogę słońca na tle znaków Zodiaku.
Część dolną zegara stanowi kalendarz. Z jego pomocą można m.in. wyliczyć, kiedy przypadają kościelne święta ruchome i jaki dzień tygodnia wypada pod konkretną datą. Pośrodku kalendarza widnieje postać św. Wawrzyńca, patrona katedry, a po jego bokach symbole czterech ewangelistów. Obecny kalendarz oblicza dni od 1923 do 2123 (dnia Sądu Ostatecznego według ówczesnych wyobrażeń), po czym trzeba będzie go przestawić na nowo, aby mógł dalej służyć.
12 października 2009 zegar astronomiczny został zatrzymany i rozpoczęła się jego gruntowna renowacja, której zakończenie jest planowane na Wielkanoc 2010. Koszt renowacji ma wynieść ok. 8 mln koron, z czego połowę pokryje fundacja AP Møllers stiftelse a drugą połowę katedra.

### Nawa południowa
W nawie południowej katedry mieści się punkt informacyjny oraz sala wystawowa.

### Organy
W katedrze znajduje się sześć organów.
Największe są organy na chórze, zbudowane w latach 1932-1934 przez duńską firmę organmistrzowską Marcussen & Søn. Są one zarazem największymi organami kościelnymi w Szwecji. Mają 102 głosy (7074 piszczałki) i dzielą się na 4 manuały i pedał. Najmniejsza piszczałka ma 1 cm długości a największa – 10 m. Około 20 głosów pochodzi całkowicie lub częściowo z organów z lat 1836 i 1876. W 1992 organy były poddane renowacji przez tę samą firmę, która je zbudowała.
Najmniejsze organy znajdują się przy zegarze astronomicznym; one to wygrywają codziennie melodię In dulci jubilo.
Pozostałe cztery organy znajdują się w krypcie, w prezbiterium, w baptysterium i w kaplicy siedmioramiennego świecznika.

### Krypta

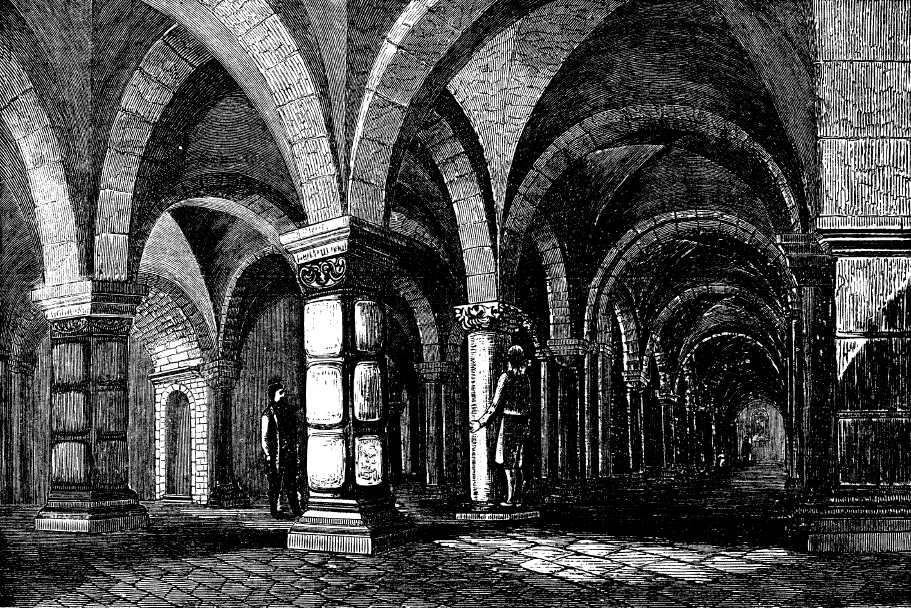
Krypta na grawiurze z 1866

Krypta katedralna, prawdziwy klejnot architektury, pozostaje w stanie zasadniczo nienaruszonym od 1123. Jest ona przekryta sklepieniem krzyżowym, Charakterystyczne są dla niej liczne (23) filary, rozmieszczone blisko siebie, różniące się bardzo pod względem stylu architektonicznego, mistrzowsko rzeźbione. Wykonał je architekt Donatus, prawdopodobnie Włoch z pochodzenia. Po nim budowniczym krypty został niejaki Regnerus, być może wywodzący się ze Skandynawii.
Najbardziej znanym filarem jest ten, który obejmuje gigant Finn, według legendy związanej z katedrą. Według innych jest to biblijny Samson. Bardziej na południe od filara z Finnem jest jeszcze jeden filar przedstawiający również postacie ludzkie. Nie wiadomo dokładnie kogo przedstawiają te rzeźby, ale według tej samej legendy jest to małżonka giganta Finna i ich dziecko.
Główny ołtarz krypty jest najstarszym ołtarzem w katedrze. Został konsekrowany 30 czerwca 1123 przez arcybiskupa Ascera.
W krypcie jest też wiele sarkofagów, trumien i grobowców.
Mistrz kamieniarski Adam van Düren jest autorem dwóch dzieł w krypcie. Jedno z nich to sarkofag ostatniego katolickiego arcybiskupa Lund, Birgera Gunnersena a drugie to czara na wodę przy źródełku w północnej części krypty. Czara jest ozdobiona satyrycznymi rysunkami i napisami w języku dolnoniemieckim.
W krypcie wyeksponowane są też fundamenty dawnego kościoła.

#### Legenda o gigancie i mnichu

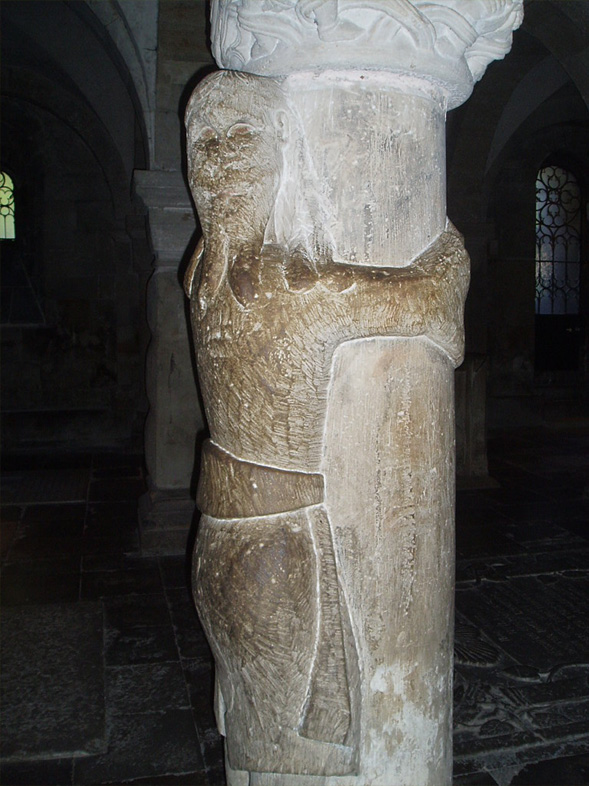
Gigant Finn w krypcie

Według dawnej legendy katedrę w Lund zbudował gigant. Założył się on z pewnym mnichem-misjonarzem, iż zbuduje katedrę, ale po zakończeniu budowy mnich będzie musiał odgadnąć jego imię, w przeciwnym razie straci oczy. Mnich przyjął zakład i gigant zabrał się do pracy. Gdy kończył budowę katedry i miał kłaść ostatni kamień, zażądał wówczas od mnicha uzgodnionej nagrody. Nagły głos dobiegający z głębi ziemi podpowiedział mnichowi imię giganta: Finn. Rozwścieczony olbrzym postanowił przy pomocy swej żony i córki zniszczyć świątynię, ale gdy chwycił rękami za filar, żeby potrząsnąć tylko co wzniesioną budowlą, został wraz z żoną i córką zaklęty w kamień i pozostał w kościele, gdzie do dziś podziwiają go zwiedzający.
Inna wersja legendy:
Wielkolud Finn założył się ze św. Wawrzyńcem, że zbuduje katedrę i odda mu ją, jeżeli święty odgadnie jego imię. Za swą pracę miał otrzymać do wyboru Słońce, Księżyc lub oczy świętego. Okazało się, że wybrał oczy. Katedra była skończona, święty już pogodził się z myślą, że dożyje końca swych dni w ciemnościach, gdy usłyszał, jak żona wielkoluda mówi dziecku, że tatuś, kochany Finn, przyniesie mu zabawkę: parę oczu. Uradowany święty pośpieszył do wielkoluda i wypowiedział jego imię. Rozwścieczony wielkolud, jego żona i dziecko rzucili się ku krypcie, by obalić kolumny, lecz zanim to zrobili, zamienili się w kamień

## Architekci katedralni
- Carl Georg Brunius (1837-1859)
- Helgo Zettervall (1860-1902)
- Theodor Wåhlin (1902-42)
- Eiler Græbe (1944-67)
- Carl-Axel Acking (1970-77)